# Noterídeos
Noterídeos (Noteridae) são uma família de coleópteros, proximamente relacionados com a família Dytiscidae, e anteriormente classificados na mesma. São distinguíveis pela presença de uma "plataforma noterídea" na parte inferior do corpo, na forma de uma placa entre o segundo e o terceiro par de patas. A família consiste em cerca de 230 espécies distribuídas por 14 géneros, podendo os seus membros ser encontrados por todo o mundo, de maneira mais comum nos trópicos.
São coleópteros relativamente pequenos, medindo entre 1 a 5 mm, com corpo ovalados, de cores que variam de castano claro até um escuro castanho avermelhado. A cabeça é curta e de alguma maneira coberta pelo protórax.
Quer os adultos quer as larvas são aquáticas, e podem ser encontrados muitas vezes a rondar plantas. Possuem o hábito de perfurarem os substratos das massas de água onde habita, sendo principalmente carnívoros, com alguns sendo detritívoros.

## Géneros
Noteridae contém os seguintes géneros:
- Canthydrus Sharp, 1882
- Hydrocanthus Say, 1823
- Mesonoterus Sharp, 1882
- Neohydrocoptus Satô, 1972
- Noterus Clairville, 1806
- Notomicrus Sharp, 1882
- Phreatodytes Uéno, 1957
- Pronoterus Sharp, 1882
- Renotus Guignot, 1936
- Siolius J.Balfour-Browne, 1969
- Speonoterus Spangler, 1996
- Suphis Aubé, 1836
- Suphisellus Crotch, 1873
- Synchortus Sharp, 1882